# Шона (народ)

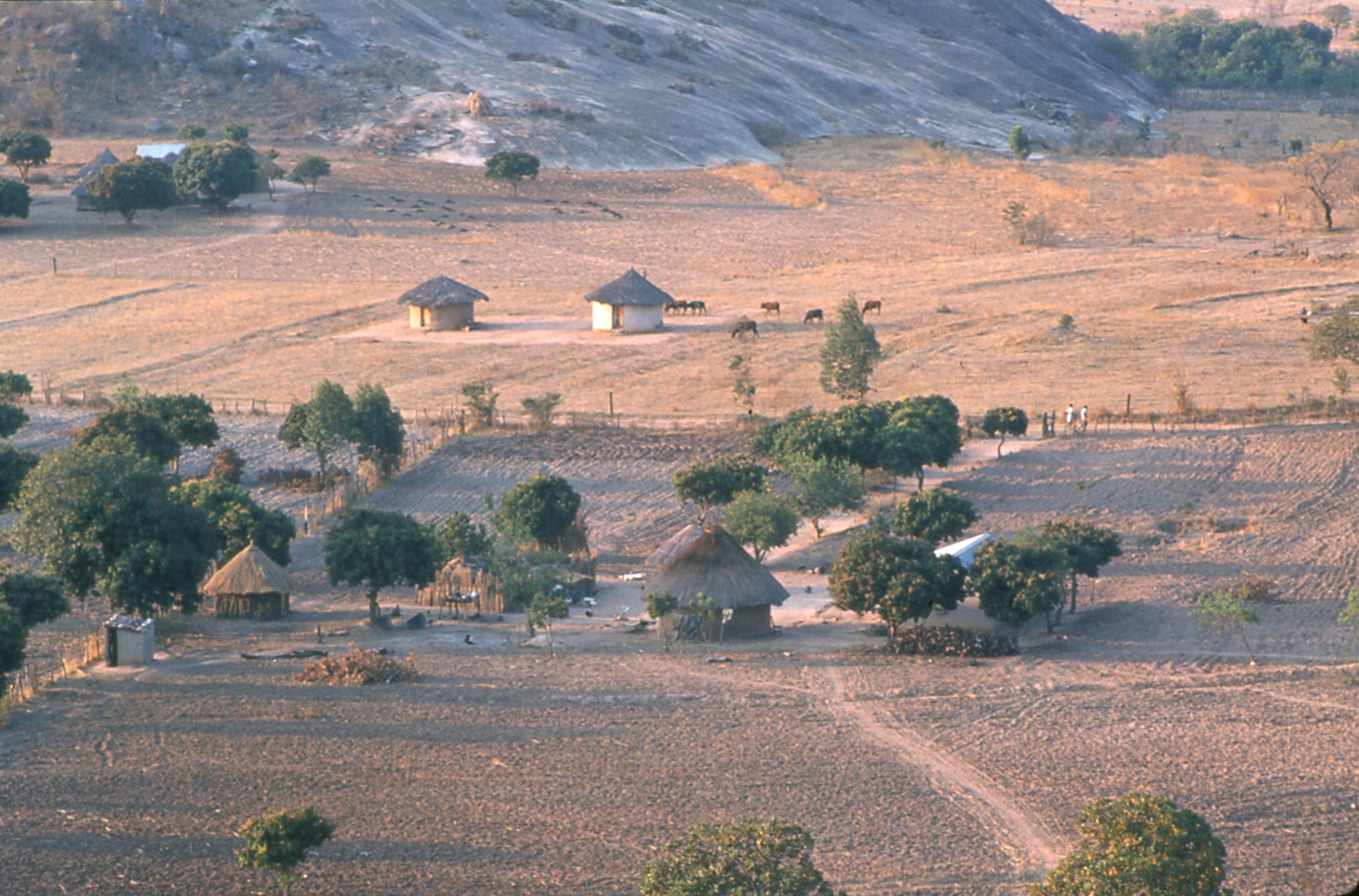
Деревня шона

Шо́на, Машона — народ, живущий преимущественно в Зимбабве (в частности в Машоналенде), в сопредельных районах Мозамбика, а также Ботсваны (200 000 чел.). Шона говорят на языке шона, относящемся к языковой группе банту бенуэ-конголезской семьи нигеро-кордофанской макросемьи языков. Большинство шона придерживаются христианства (протестанты, католики), остальные — исповедуют традиционные верования (культ предков, культ сил природы). Шона достигли высокого уровня развития задолго до прихода европейцев — сыграли ведущую роль в создании культуры Зимбабве и политического объединения Мономотапа. Главное традиционное занятие — земледелие (просо, кукуруза, сорго, бобовые), отчасти — скотоводство.
Счёт родства патрилинейный, у ряда групп сохраняется матрилинейный счёт родства. Традиционно широкое распространение имело многожёнство.
Послужили эпонимом для астероида (1467) Машона.

## Известные представители
- Роберт Мугабе — премьер-министр (1980—1987) и президент Зимбабве (1987—2017).
- Мелани Тэндиве «Тэнди» Ньютон — актриса.